# Semën Nadson
Semën Jakovlevič Nadson (in russo Семён Яковлевич Надсон?, traslitterato anche Semyon Yakovlevich Nadson; San Pietroburgo, 15 dicembre 1862 – Jalta, 19 gennaio 1887) è stato un poeta russo.

## Biografia

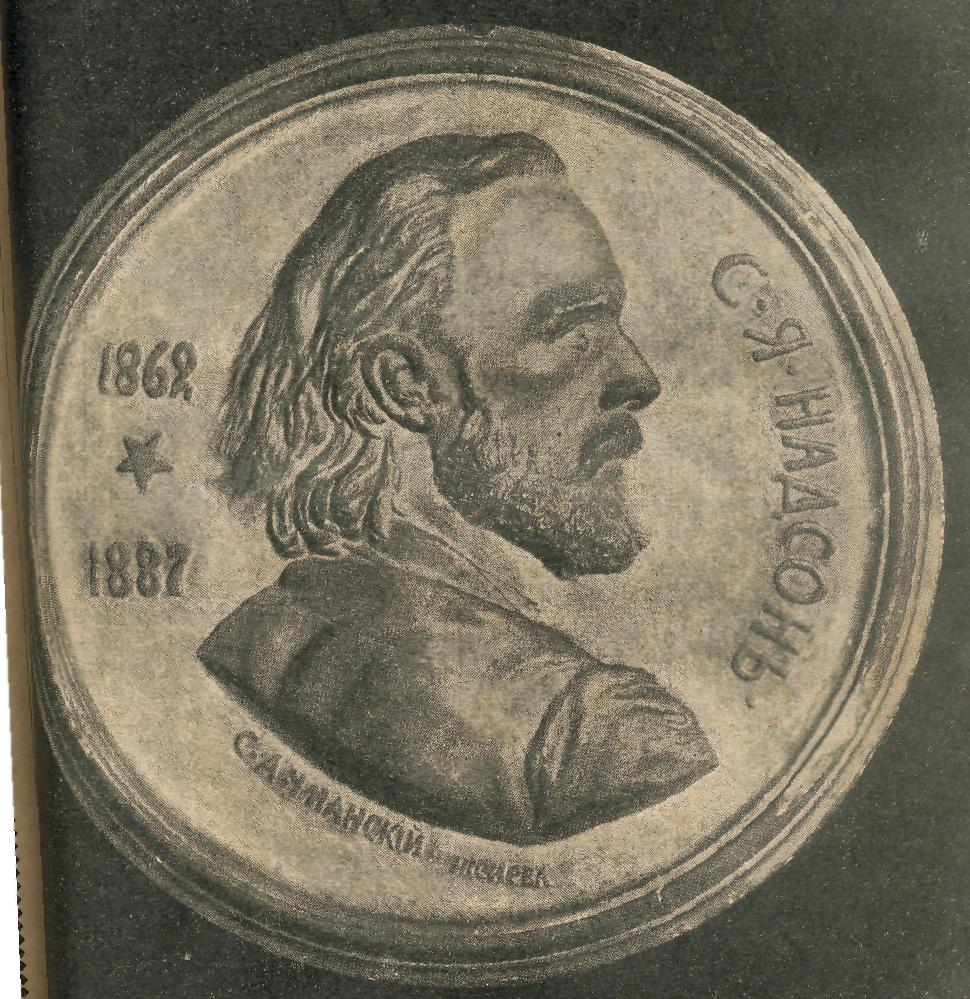
Nadson. Medaglione di S. A. Umanskij (Ginevra) per il 30º anniversario della morte (1916).

Il nonno di Nadson era un ebreo che si era convertito alla religione ortodossa. Il padre era un ufficiale di stanza a San Pietroburgo. La madre Antonina Stepanovna Mamontova, era una russa ortodossa, discendente da una vecchia famiglia nobile.
Anche se pubblicò un solo libro di poesie (morì di tubercolosi a 24 anni), Nadson raggiunse un significativo successo, anche se fu sottovalutato dalla critica per lungo tempo. Il suo poema "in russo Пора!?, Pora! (È ora!)", fu musicato da Sergej Rachmaninov (Op.14, n. 12). Anche altri suoi lavori furono messi in musica da Rachmaninov e da Cezar' Kjui..
In italiano le sue poesie sono state pubblicate dall'Istituto Romano Editoriale nel 1925 nella traduzione di Virgilio Narducci.